# Chiller (videojuego)
Chiller es un videojuego de terror desarrollado por la empresa Exidy y fue lanzado para arcade en 1986. Aunque, más tarde, sería porteado sin licencia para Nintendo Entertainment System (NES) en 1990 por la empresa American Game Cartridges en Estados Unidos, y en Australia por HES. En esta versión tiene la opción de utilizar el controlador estándar o un NES Zapper.
Fue de gran controversia por la gran cantidad de gore explícito.

## Jugabilidad
El jugador asume el papel de un verdugo invisible que debe torturar, mutilar y asesinar a las víctimas indefensas en los diferentes escenarios del juego. Hay cuatro escenas básicas , además de dos niveles " extra".
El juego consiste en una serie de pantallas que hacen referencia a distintas películas de terror. La mayoría de las escenas tienen víctimas indefensas siendo sometidos a una especie de tortura medieval. El jugador debe encontrar la manera de matar a todas las víctimas en la cantidad de un tiempo tan corto como sea posible; aunque es posible simplemente disparar a las víctimas hasta la muerte, este proceso requiere una cantidad considerable de tiempo, incluso como disparos directamente a la cabeza dejan a las víctimas con vida.
El reto consiste en encontrar maneras de activar los diversos instrumentos de tortura, lo que resulta en más rápidas muertes y más sangrientas.

## Diferencias entre versiones
- La versión de NES tiene una historia que trata de suavizar los actos violentos del videojuego al afirmar que todas las víctimas son en realidad "monstruos": "En la Edad Media un castillo en las afueras de la ciudad ha sido invadida por una fuerza maligna que está causando que los muertos vuelven a la vida, usted tiene que combatir esta fuerza antes de que esta pueda crear un gran ejército y se apodere de la ciudad .... Cada nivel tiene 8 talismanes escondidos; !usted necesita encontrarlos y destruirlos para detener a los monstruos."
- La cabeza que se ve en la escena del "Pasillo" simplemente se desplaza a través de la habitación en la versión de NES, mientras que en la de Árcade aparece desde el final del pasillo , desplazándose hasta llegar muy cerca la pantalla, y luego se mueve hacia un lado, persiguiendo a la mujer. Esto puede haber sido debido a la falta de características de escala de NES.
- Los elementos que se utilizan para jugar el bonus en la versión arcade en la versión de NES se les conoce como "talismanes".
- Los niveles se juegan a la inversa para la versión de NES.

Además, la versión de NES contenía alguna censura menor de la versión arcade. Esto incluía la eliminación de la desnudez en la mujer en el cementerio, la capacidad de tirar la carne del bastidor, la eliminación de miembros mutilados esparcidos por la sala de torturas y cambiando el fraile empujando un carrito de restos humanos por una monja empujando un coche con un bebé adentro (aunque a la monja se le puede disparar también).